# Flèche ardennaise 2014
La 49e édition de la Flèche ardennaise a eu lieu le 22 juin 2014. La course fait partie du calendrier UCI Europe Tour 2014 en catégorie 1.2. Elle a été remportée par Stefan Küng (BMC Development) en 4 h 18 min 20 s, suivi quarante-trois secondes plus tard par son coéquipier Loïc Vliegen et quarante-huit secondes plus tard par Boris Dron (Wallonie-Bruxelles). Tim Vanspeybroeck (3M), grâce à sa 19e place, reste en tête de la Topcompétition. Sur 158 coureurs qui ont pris le départ, 56 seulement ont franchi la ligne d'arrivée.

## Présentation

### Équipes
Classée en catégorie 1.2 de l'UCI Europe Tour, la Flèche ardennaise est par conséquent ouverte aux équipes continentales professionnelles belges, aux équipes continentales, aux équipes nationales et aux équipes régionales et de clubs.
Vingt-huit équipes doivent initialement participer à cette Flèche ardennaise : onze équipes continentales et dix-sept équipes de clubs, mais les équipes Kuota et Asfra Racing Oudenaarde sont absentes.
| Équipes continentales                     | Équipes continentales | Équipes continentales |
| Nom de l'équipe                           | Pays                  | Code                  |
| ----------------------------------------- | --------------------- | --------------------- |
| 3M                                        | Belgique              | MMM                   |
| Cibel                                     | Belgique              | CIB                   |
| Color Code-Biowanze                       | Belgique              | CCB                   |
| Josan-To Win                              | Belgique              | JTW                   |
| Kuota                                     | Allemagne             | TKG                   |
| Rabobank Development                      | Pays-Bas              | RDT                   |
| T.Palm-Pôle Continental Wallon            | Belgique              | PCW                   |
| Vastgoedservice-Golden Palace Continental | Belgique              | VGS                   |
| Veranclassic-Doltcini                     | Belgique              | VER                   |
| Verandas Willems                          | Belgique              | WIL                   |
| Wallonie-Bruxelles                        | Belgique              | WBC                   |

| Équipes de clubs                 | Équipes de clubs | Équipes de clubs |
| Nom de l'équipe                  | Pays             | Code             |
| -------------------------------- | ---------------- | ---------------- |
| Asfra Racing Oudenaarde          | Belgique         | ASF              |
| Baguet-MIBA Poorten-Indulek      | Belgique         | BMP              |
| BCV Works-Soenens                | Belgique         | BCV              |
| Bianchi-Lotto-Nieuwe Hoop Tielen | Belgique         | VZW              |
| BMC Development                  | États-Unis       | BMD              |
| Coluer Bicycles                  | Espagne          | COB              |
| EFC-Omega Pharma-Quick Step      | Belgique         | EFC              |
| KSV Deerlijk-Gaverzicht          | Belgique         | KSV              |
| Lotto-Belisol U23                | Belgique         | LTU              |
| Ottignies-Perwez                 | Belgique         | OTP              |
| Prorace                          | Belgique         | PRO              |
| United                           | Belgique         | UNI              |
| Van Der Vurst Development        | Belgique         | VDV              |
| VC Pays de Loudéac               | France           | VCP              |
| VC Rouen 76                      | France           | VCR              |
| VL Technics-Abutriek             | Belgique         | VLT              |
| VZW Royal Antwerp Bicycle        | Belgique         | VZW              |

### Règlement de la course

#### Primes
Les vingt prix sont attribués suivant le barème de l'UCI,. Le total général des prix distribués est de 6 010 €.
| Position | 1er     | 2e      | 3e    | 4e    | 5e    | 6e    | 7e    | 8e    | 9e    | 10e à 20e |
| Prix     | 2 425 € | 1 210 € | 607 € | 305 € | 240 € | 180 € | 180 € | 118 € | 118 € | 57 €      |

## Classements finals

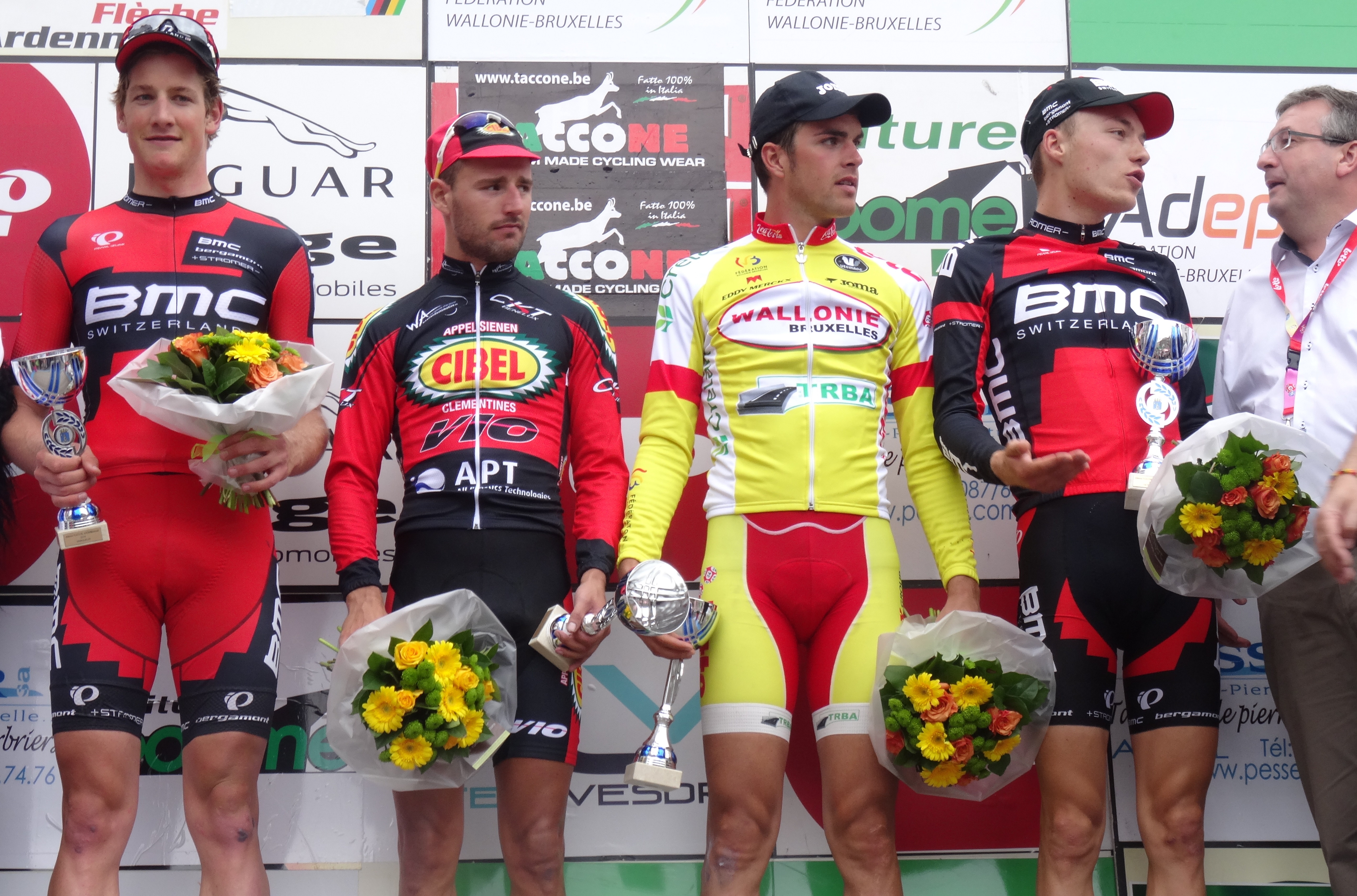
Stefan Küng (1er), Bjorn De Decker (meilleur grimpeur), Boris Dron (3e) et Loïc Vliegen (2e).

### Classement général
Stefan Küng (BMC Development) parcourt les 172 kilomètres en 4 h 18 min 20 s, soit à une vitesse moyenne de 39,948 km/h. Il est suivi quarante-trois secondes plus tard par son coéquipier Loïc Vliegen et quarante-huit secondes plus tard par Boris Dron (Wallonie-Bruxelles). Sur les 177 coureurs qui ont pris le départ, 56 seulement franchissent la ligne d'arrivée,.

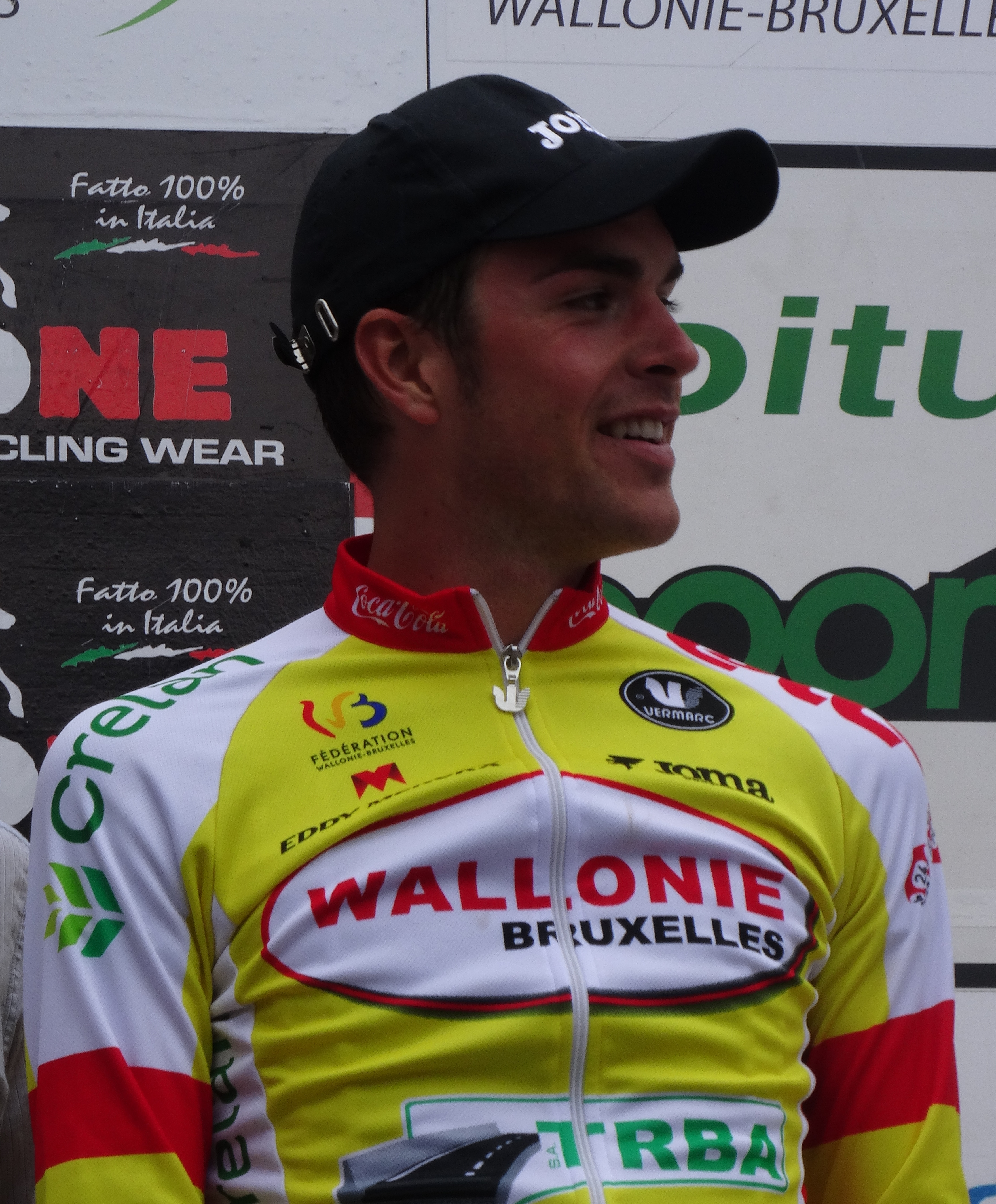
Boris Dron.
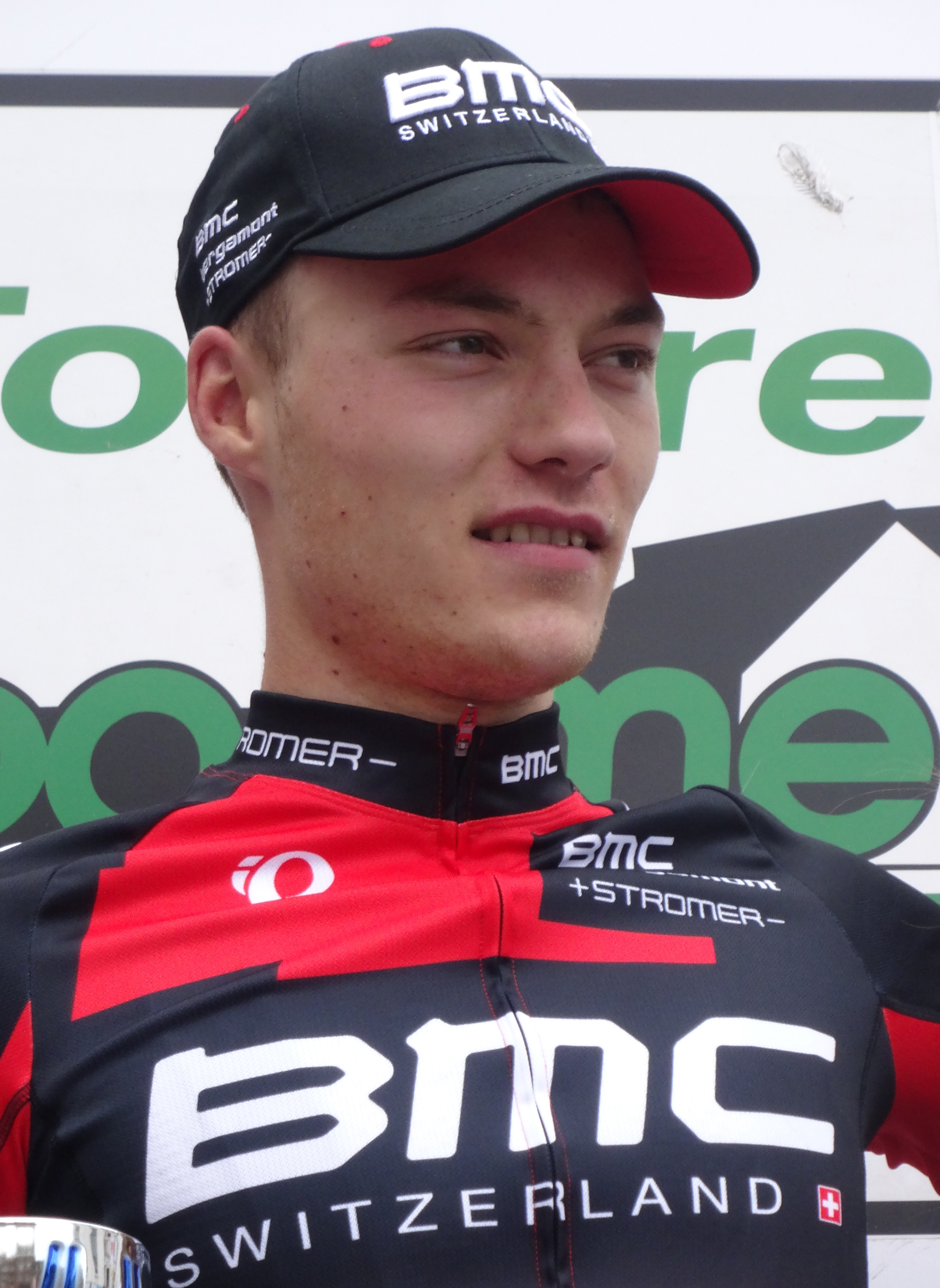
Loïc Vliegen.
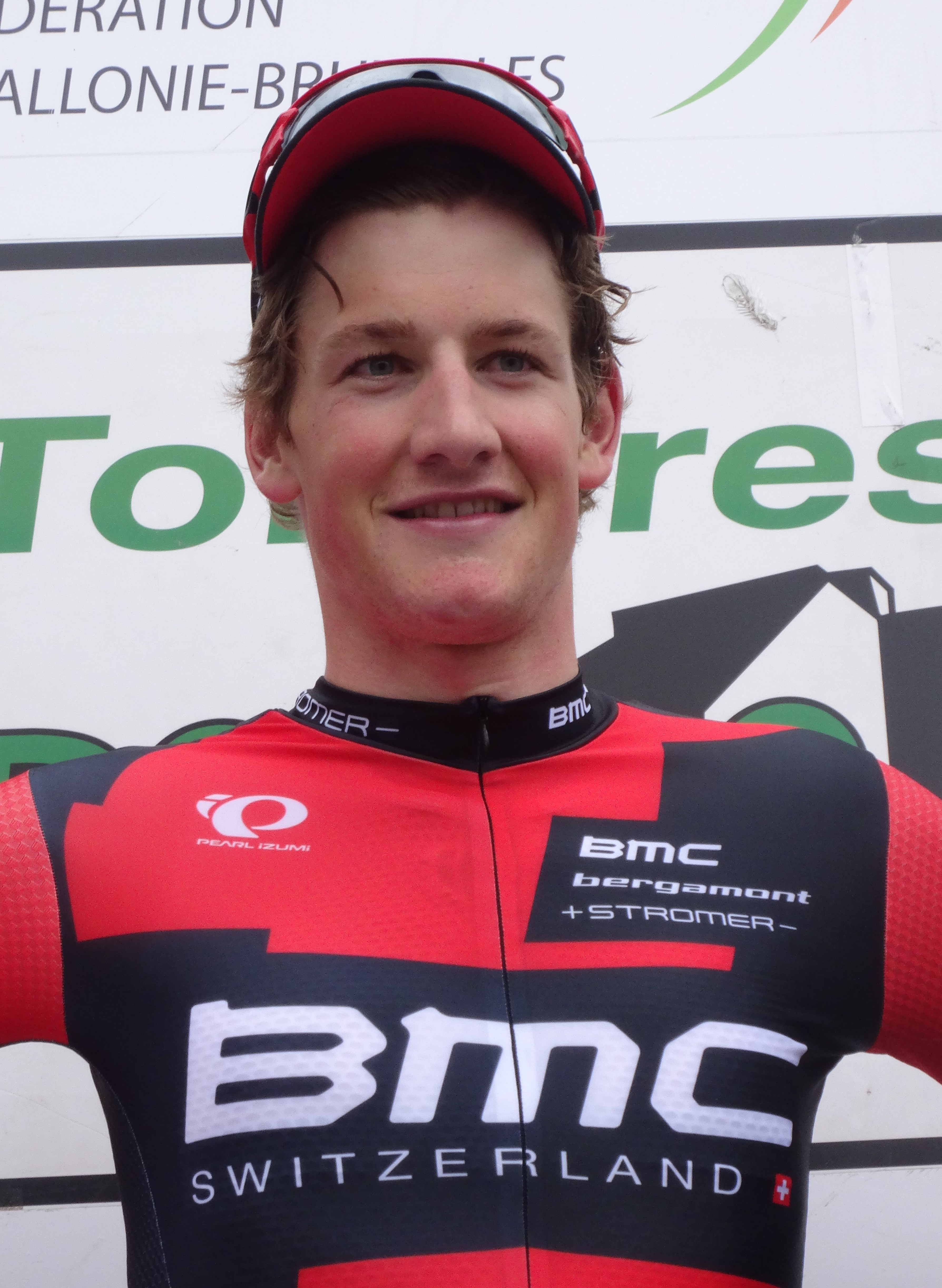
Stefan Küng.
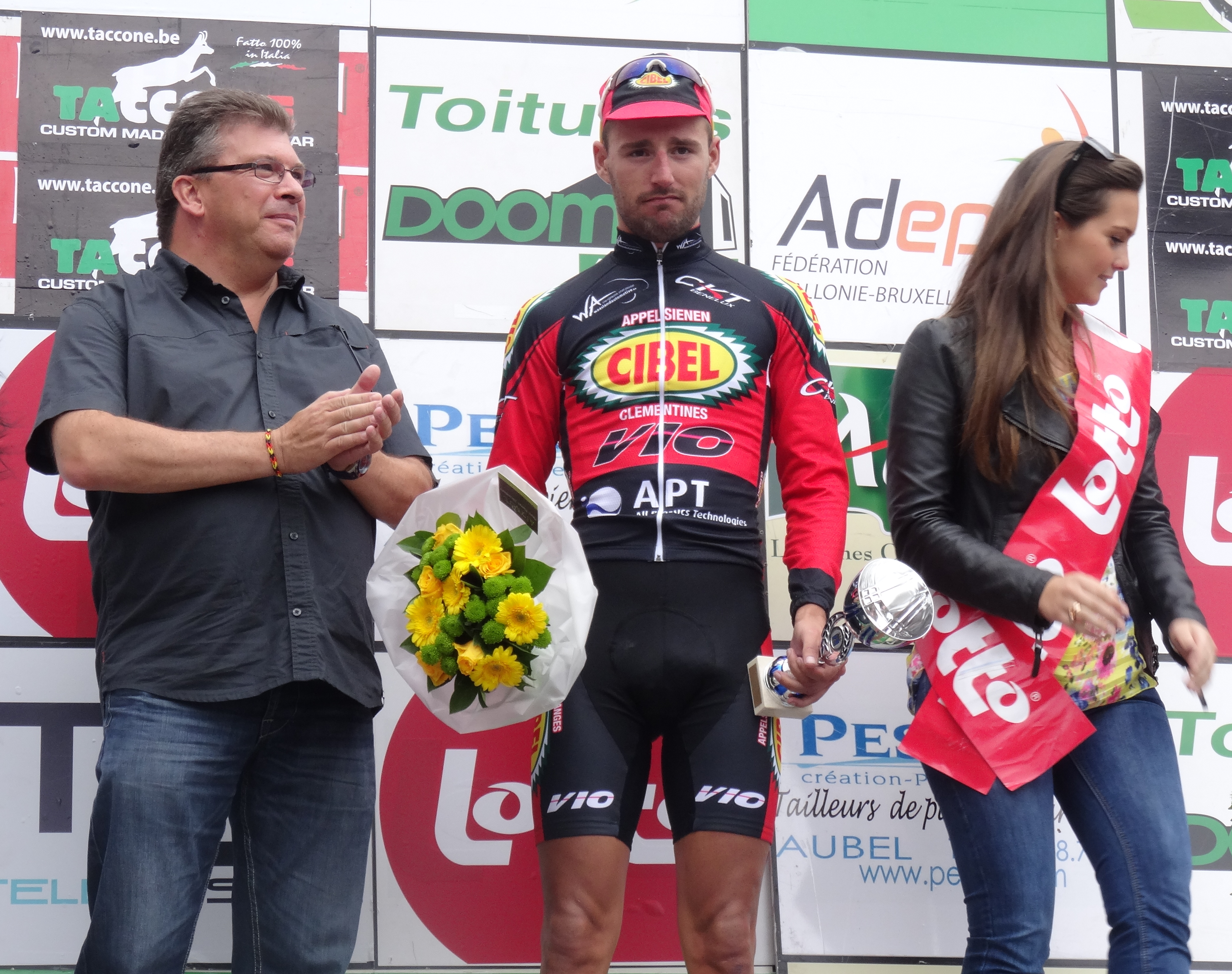
Bjorn De Decker.
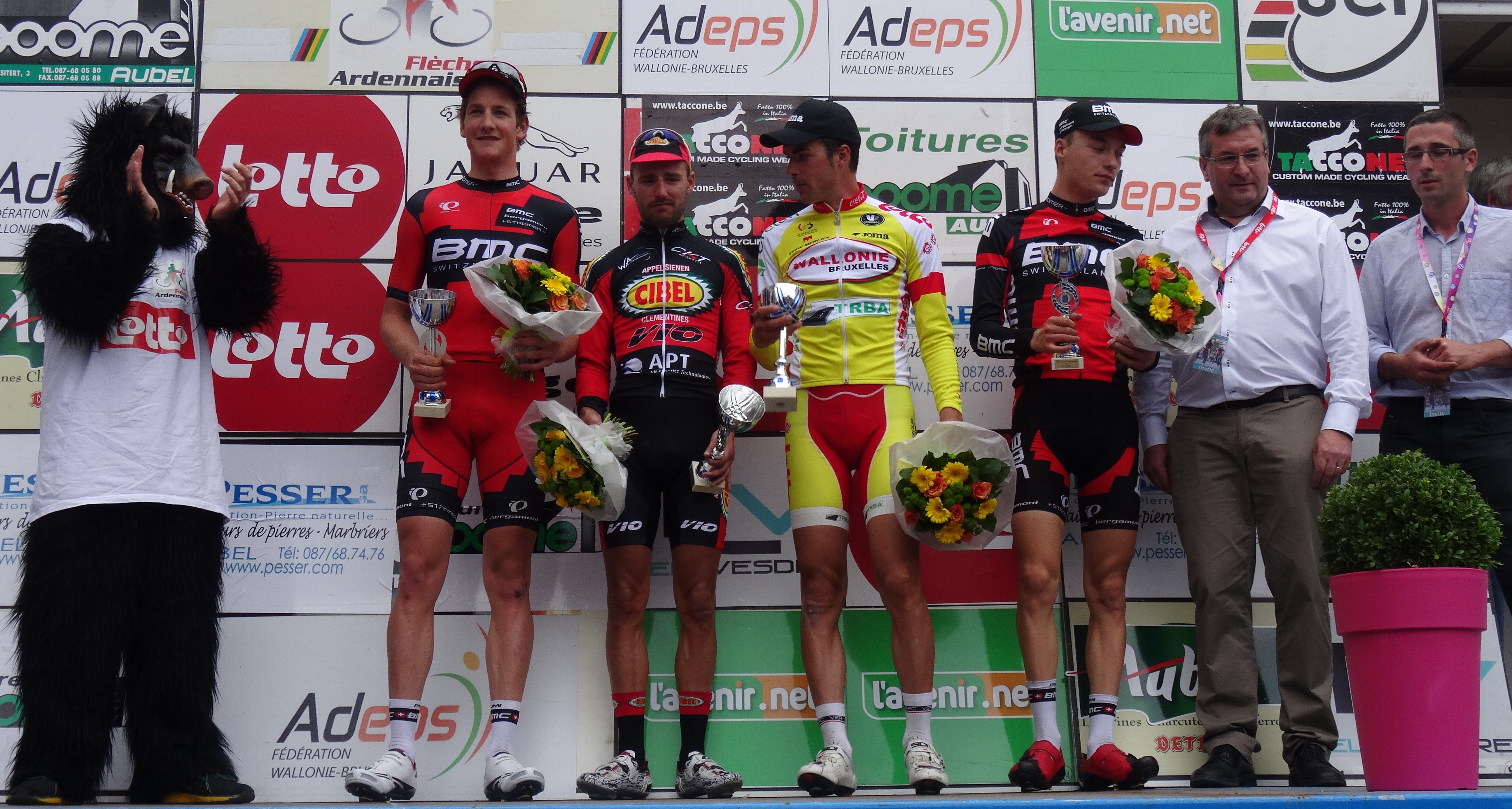
Les différents gagnants.

### Classement de la Topcompétition après cinq manches

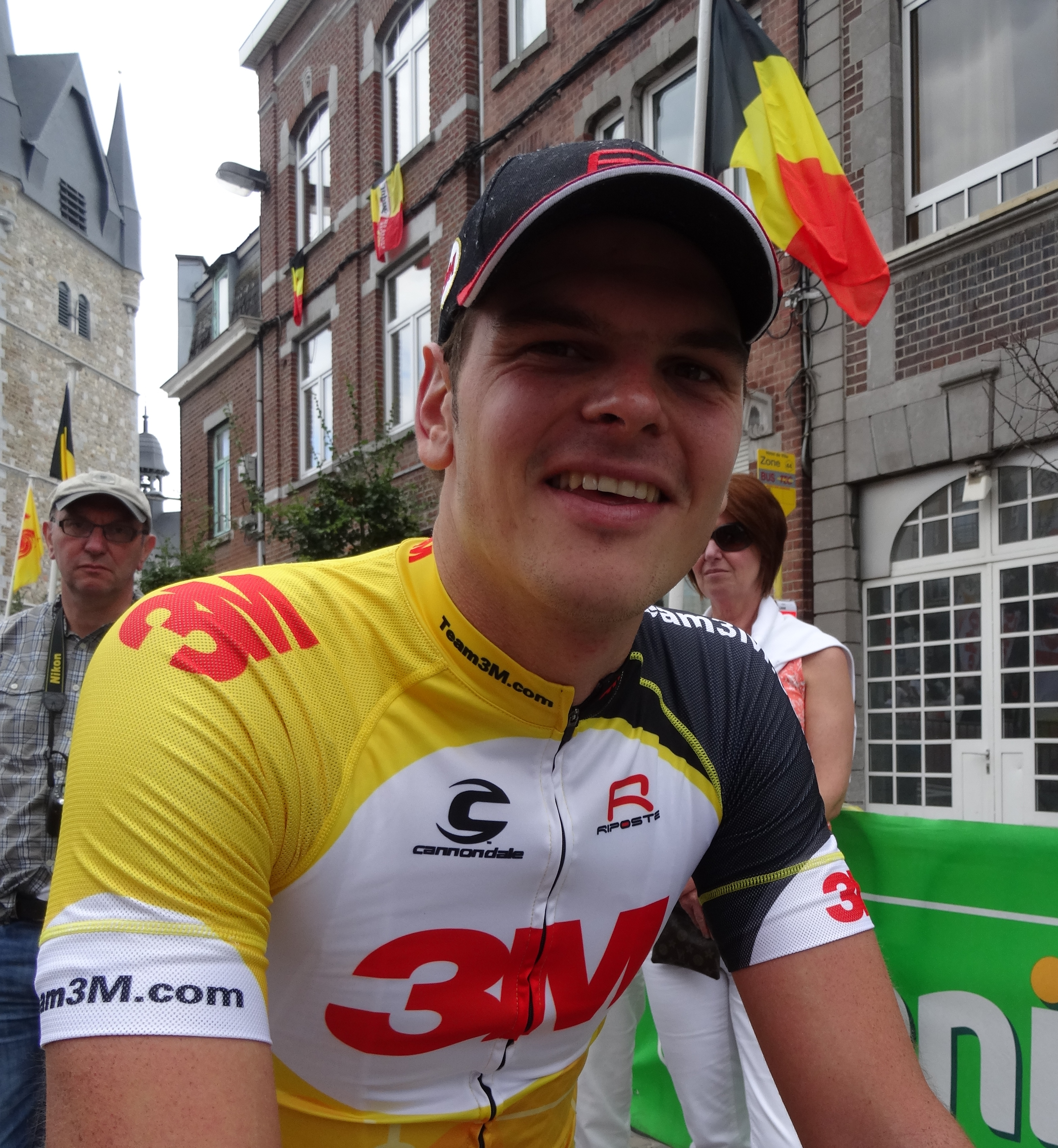
Tim Vanspeybroeck est toujours en tête de la Topcompétition à l'issue de la Flèche ardennaise 2014.

Le classement inter-équipes à l'issue de la Flèche ardennaise 2014 fait état de 136 points pour Lotto-Belisol U23, 130 points pour EFC-Omega Pharma-Quick Step, 124 points pour Verandas Willems, 112 points pour Color Code-Biowanze, 107 points pour 3M, 102 points pour Cibel, 96 points pour BCV Works-Soenens, 86 points pour Ottignies-Perwez, 86 points pour VL Technics-Abutriek, 84 points pour Josan-To Win, 77 points pour Prorace, 69 points pour T.Palm-Pôle Continental Wallon, 64 points pour Veranclassic-Doltcini, 52 points pour Wallonie-Bruxelles, 47 points pour Van Der Vurst Development, 42 points pour Baguet-MIBA Poorten-Indulek, 31 points pour Bianchi-Lotto-Nieuwe Hoop Tielen, 18 points pour Asfra Racing Oudenaarde et onze points pour Vastgoedservice-Golden Palace Continental.
Par ailleurs, Tim Vanspeybroeck (3M) est toujours en tête de la Topcompétition avec 88 points à l'issue de cette cinquième manche.
| Top ten de la Top Compétition après cinq manches | Top ten de la Top Compétition après cinq manches | Top ten de la Top Compétition après cinq manches | Top ten de la Top Compétition après cinq manches | Top ten de la Top Compétition après cinq manches |
| ------------------------------------------------ | ------------------------------------------------ | ------------------------------------------------ | ------------------------------------------------ | ------------------------------------------------ |
|                                                  | Coureur                                          | Pays                                             | Équipe                                           | Point(s)                                         |
| 1er                                              | Tim Vanspeybroeck                                | Belgique                                         | 3M                                               | 88 points                                        |
| 2e                                               | Gaëtan Bille                                     | Belgique                                         | Verandas Willems                                 | 82 pts                                           |
| 3e                                               | Kenneth Van Rooy                                 | Belgique                                         | Lotto-Belisol U23                                | 80 pts                                           |
| 4e                                               | Oliver Naesen                                    | Belgique                                         | Cibel                                            | 68 pts                                           |
| 5e                                               | Matthias Allegaert                               | Belgique                                         | BCV Works-Soenens                                | 66 pts                                           |
| 6e                                               | Xandro Meurisse                                  | Belgique                                         | Lotto-Belisol U23                                | 65 pts                                           |
| 7e                                               | Floris De Tier                                   | Belgique                                         | EFC-Omega Pharma-Quick Step                      | 57 pts                                           |
| 8e                                               | Bert Van Lerberghe                               | Belgique                                         | EFC-Omega Pharma-Quick Step                      | 47 pts                                           |
| 9e                                               | Niels Reynvoet                                   | Belgique                                         | Josan-To Win                                     | 46 pts                                           |
| 10e                                              | Tiesj Benoot                                     | Belgique                                         | Lotto-Belisol U23                                | 46 pts                                           |
| modifier                                         |                                                  |                                                  |                                                  |                                                  |

### UCI Europe Tour
Cette Flèche ardennaise attribue des points pour l'UCI Europe Tour 2014, par équipes seulement aux coureurs des équipes continentales professionnelles et continentales, individuellement à tous les coureurs des équipes précitées.
| Position           | 1er | 2e | 3e | 4e | 5e | 6e | 7e | 8e |
| Classement général | 40  | 30 | 25 | 20 | 15 | 10 | 5  | 3  |

## Liste des participants
Cent-soixante-dix-sept coureurs prennent le départ,,.
| Légende | Légende                                                                    | Légende | Légende                                                    |
| ------- | -------------------------------------------------------------------------- | ------- | ---------------------------------------------------------- |
| Num     | Dossard de départ porté par le coureur sur cette Flèche ardennaise         | Pos     | Position à l'arrivée de la course                          |
|         | Indique un maillot de champion national ou mondial, suivi de sa spécialité | NP      | Indique un coureur qui n'a pas pris le départ de la course |
| AB      | Indique un coureur qui n'a pas terminé la course                           | HD      | Indique un coureur qui a terminé la course hors des délais |

| Lotto-Belisol U23 LTU | Lotto-Belisol U23 LTU | Lotto-Belisol U23 LTU |
| --------------------- | --------------------- | --------------------- |
| Num                   | Coureur               | Pos                   |
| 1                     | Tiesj Benoot          | 5e                    |
| 2                     |                       |                       |
| 3                     | Ruben Pols            | AB                    |
| 4                     | Xandro Meurisse       | 11e                   |
| 5                     | Dimitri Peyskens      | 16e                   |
| 6                     | Dries Van Gestel      | AB                    |
| 7                     | Kenneth Van Rooy      | 13e                   |
| 8                     | Rob Leemans           | AB                    |
| 9                     |                       |                       |

| Wallonie-Bruxelles WBC | Wallonie-Bruxelles WBC | Wallonie-Bruxelles WBC |
| ---------------------- | ---------------------- | ---------------------- |
| Num                    | Coureur                | Pos                    |
| 10                     | Olivier Chevalier      | AB                     |
| 11                     | Sébastien Delfosse     | AB                     |
| 12                     | Antoine Demoitié       | 32e                    |
| 13                     | Boris Dron             | 3e                     |
| 14                     | Frédéric Amorison      | AB                     |
| 15                     | Florent Mottet         | AB                     |
| 16                     | Christophe Prémont     | 35e                    |
| 17                     |                        |                        |
| 18                     |                        |                        |

| EFC-Omega Pharma-Quick Step EFC | EFC-Omega Pharma-Quick Step EFC | EFC-Omega Pharma-Quick Step EFC |
| ------------------------------- | ------------------------------- | ------------------------------- |
| Num                             | Coureur                         | Pos                             |
| 19                              | Dieter Bouvry                   | AB                              |
| 20                              | Aimé De Gendt                   | 27e                             |
| 21                              | Floris De Tier                  | 18e                             |
| 22                              | David Desmecht                  | AB                              |
| 23                              | Jelle Feys                      | AB                              |
| 24                              | Gilles Loncin                   | AB                              |
| 25                              | Joachim Vanreyten               | 9e                              |
| 26                              |                                 |                                 |
| 27                              |                                 |                                 |

| Color Code-Biowanze CCB | Color Code-Biowanze CCB | Color Code-Biowanze CCB |
| ----------------------- | ----------------------- | ----------------------- |
| Num                     | Coureur                 | Pos                     |
| 28                      | Gaëtan Pons             | 8e                      |
| 29                      | Julien Kaise            | AB                      |
| 30                      | Antoine Warnier         | 33e                     |
| 31                      | Arnaud Geromboux        | AB                      |
| 32                      | Florent Delfosse        | AB                      |
| 33                      | Ludovic Robeet          | 31e                     |
| 34                      | Thomas Wertz            | 4e                      |
| 35                      | Ludwig De Winter        | AB                      |
| 36                      |                         |                         |

| BCV Works-Soenens BCV | BCV Works-Soenens BCV | BCV Works-Soenens BCV |
| --------------------- | --------------------- | --------------------- |
| Num                   | Coureur               | Pos                   |
| 37                    | Matthias Allegaert    | AB                    |
| 38                    | Axel De Corte         | 21e                   |
| 39                    | Robby Cobbaert        | AB                    |
| 40                    | Alessandro Soenens    | AB                    |
| 41                    | Tom Oerlemans         | 55e                   |
| 42                    | Joeri Persoon         | AB                    |
| 43                    | Cédric Verbeken       | 37e                   |
| 44                    |                       |                       |
| 45                    |                       |                       |

| Josan-To Win JTW | Josan-To Win JTW      | Josan-To Win JTW |
| ---------------- | --------------------- | ---------------- |
| Num              | Coureur               | Pos              |
| 46               | Dries De Bondt        | 36e              |
| 47               |                       |                  |
| 48               | Dirk Finders          | AB               |
| 49               | Vincent De Boeck      | AB               |
| 50               |                       |                  |
| 51               | Julien Van den Brande | AB               |
| 52               | Niels De Rooze        | AB               |
| 53               |                       |                  |
| 54               |                       |                  |

| Vastgoedservice-Golden Palace Continental VGS | Vastgoedservice-Golden Palace Continental VGS | Vastgoedservice-Golden Palace Continental VGS |
| --------------------------------------------- | --------------------------------------------- | --------------------------------------------- |
| Num                                           | Coureur                                       | Pos                                           |
| 55                                            | Jens Adams                                    | AB                                            |
| 56                                            | Alexander Cools                               | AB                                            |
| 57                                            |                                               |                                               |
| 58                                            |                                               |                                               |
| 59                                            |                                               |                                               |
| 60                                            | Titte Van Laer                                | AB                                            |
| 61                                            | Nick Wynants                                  | AB                                            |
| 62                                            | Kevin Van Staeyen                             | AB                                            |
| 63                                            |                                               |                                               |

| VL Technics-Abutriek VLT | VL Technics-Abutriek VLT | VL Technics-Abutriek VLT |
| ------------------------ | ------------------------ | ------------------------ |
| Num                      | Coureur                  | Pos                      |
| 64                       | Dimitri Claeys           | 12e                      |
| 65                       | Merlign Decoster         | AB                       |
| 66                       | Michael Cools            | AB                       |
| 67                       | Bram Van Broekhoven      | 30e                      |
| 68                       | Atse Schoolmeesters      | AB                       |
| 69                       |                          |                          |
| 70                       | Tom Bosman               | 39e                      |
| 71                       | Elias Van Breussegem     | AB                       |
| 72                       |                          |                          |

| T.Palm-Pôle Continental Wallon PCW | T.Palm-Pôle Continental Wallon PCW | T.Palm-Pôle Continental Wallon PCW |
| ---------------------------------- | ---------------------------------- | ---------------------------------- |
| Num                                | Coureur                            | Pos                                |
| 73                                 | Jonathan Baratto                   | AB                                 |
| 74                                 | Sébastien Carabin                  | 26e                                |
| 75                                 | Axel Grepelmont                    | AB                                 |
| 76                                 |                                    |                                    |
| 77                                 | Julien Dechesne                    | AB                                 |
| 78                                 |                                    |                                    |
| 79                                 | Tom Vessey                         | AB                                 |
| 80                                 | Rudy Rouet                         | AB                                 |
| 81                                 | Guillaume Haag                     | AB                                 |

| Van Der Vurst Development VDV | Van Der Vurst Development VDV | Van Der Vurst Development VDV |
| ----------------------------- | ----------------------------- | ----------------------------- |
| Num                           | Coureur                       | Pos                           |
| 82                            | Lawrence Naesen               | AB                            |
| 83                            | Gertjan De Sy                 | AB                            |
| 84                            |                               |                               |
| 85                            | Jeroen D'Heer                 | AB                            |
| 86                            |                               |                               |
| 87                            | Yorick Slagmulders            | AB                            |
| 88                            |                               |                               |
| 89                            |                               |                               |
| 90                            | Rutger Roelandts              | AB                            |

| Prorace PRO | Prorace PRO        | Prorace PRO |
| ----------- | ------------------ | ----------- |
| Num         | Coureur            | Pos         |
| 91          | Cédric Collaers    | 47e         |
| 92          |                    |             |
| 93          | Stijn Van Roy      | AB          |
| 94          | Maxim Panis        | AB          |
| 95          | Joachim Durant     | 51e         |
| 96          | Maarten Vlasselaer | AB          |
| 97          |                    |             |
| 98          | Robby Willems      | AB          |
| 99          |                    |             |

| Verandas Willems WIL | Verandas Willems WIL  | Verandas Willems WIL |
| -------------------- | --------------------- | -------------------- |
| Num                  | Coureur               | Pos                  |
| 100                  | Gaëtan Bille          | 7e                   |
| 101                  | Jean-Albert Carnevali | 20e                  |
| 102                  | Walt De Winter        | AB                   |
| 103                  | Floris Smeyers        | 15e                  |
| 104                  |                       |                      |
| 105                  | Willem Wauters        | 52e                  |
| 106                  | Louis Convens         | AB                   |
| 107                  |                       |                      |
| 108                  | Olivier Pardini       | 22e                  |

| 3M MMM | 3M MMM              | 3M MMM |
| ------ | ------------------- | ------ |
| Num    | Coureur             | Pos    |
| 109    | Gertjan De Vos      | 34e    |
| 110    | Gregory Franckaert  | 25e    |
| 111    | Jimmy Janssens      | 29e    |
| 112    | Egidijus Juodvalkis | AB     |
| 113    | Tim Vanspeybroeck   | 19e    |
| 114    | Gerry Druyts        | 24e    |
| 115    |                     |        |
| 116    |                     |        |
| 117    | Sebastiaan Pot      | AB     |

| Veranclassic-Doltcini VER | Veranclassic-Doltcini VER | Veranclassic-Doltcini VER |
| ------------------------- | ------------------------- | ------------------------- |
| Num                       | Coureur                   | Pos                       |
| 118                       | Serge Dewortelaer         | 28e                       |
| 119                       | Gilles Devillers          | AB                        |
| 120                       | Cameron Karwowski         | AB                        |
| 121                       | Hamish Schreurs           | AB                        |
| 122                       |                           |                           |
| 123                       | Tom Goovaerts             | AB                        |
| 124                       | Francesco Van Coppernolle | AB                        |
| 125                       | Kevin Verwaest            | AB                        |
| 126                       |                           |                           |

| Asfra Racing Oudenaarde ASF | Asfra Racing Oudenaarde ASF | Asfra Racing Oudenaarde ASF |
| --------------------------- | --------------------------- | --------------------------- |
| Num                         | Coureur                     | Pos                         |
| 127                         |                             |                             |
| 128                         |                             |                             |
| 129                         |                             |                             |
| 130                         |                             |                             |
| 131                         |                             |                             |
| 132                         |                             |                             |
| 133                         |                             |                             |
| 134                         |                             |                             |
| 135                         |                             |                             |

| Baguet-MIBA Poorten-Indulek BMP | Baguet-MIBA Poorten-Indulek BMP | Baguet-MIBA Poorten-Indulek BMP |
| ------------------------------- | ------------------------------- | ------------------------------- |
| Num                             | Coureur                         | Pos                             |
| 136                             | Timmy Diependaele               | AB                              |
| 137                             | Kenny Bouvry                    | AB                              |
| 138                             | Gianni Bossuyt                  | AB                              |
| 139                             | Ruben Van der Haeghen           | AB                              |
| 140                             | Elroy Elpers                    | AB                              |
| 141                             | Braam Merlier                   | AB                              |
| 142                             | Ryan Gibbons                    | AB                              |
| 143                             |                                 |                                 |
| 144                             |                                 |                                 |

| Bianchi-Lotto-Nieuwe Hoop Tielen VZW | Bianchi-Lotto-Nieuwe Hoop Tielen VZW | Bianchi-Lotto-Nieuwe Hoop Tielen VZW |
| ------------------------------------ | ------------------------------------ | ------------------------------------ |
| Num                                  | Coureur                              | Pos                                  |
| 145                                  | Loorin Bastiaens                     | AB                                   |
| 146                                  |                                      |                                      |
| 147                                  | Dries Lehaen                         | AB                                   |
| 148                                  | Seppe Odeyn                          | AB                                   |
| 149                                  | Ward Van Laer                        | AB                                   |
| 150                                  | Thomas Van Opstal                    | AB                                   |
| 151                                  |                                      |                                      |
| 152                                  |                                      |                                      |
| 153                                  |                                      |                                      |

| Équipe cycliste Ottignies-Perwez OTP | Équipe cycliste Ottignies-Perwez OTP | Équipe cycliste Ottignies-Perwez OTP |
| ------------------------------------ | ------------------------------------ | ------------------------------------ |
| Num                                  | Coureur                              | Pos                                  |
| 154                                  | Jean-Michel Comminette               | AB                                   |
| 155                                  | Christopher Deguelle                 | AB                                   |
| 156                                  | Antoine Pirlot                       | AB                                   |
| 157                                  | Laurent Donnay                       | AB                                   |
| 158                                  | Laurent Krauss                       | AB                                   |
| 159                                  | Sibrecht Pieters                     | 17e                                  |
| 160                                  | Christopher Vandenbulke              | AB                                   |
| 161                                  |                                      |                                      |
| 162                                  |                                      |                                      |

| Cibel CIB | Cibel CIB             | Cibel CIB |
| --------- | --------------------- | --------- |
| Num       | Coureur               | Pos       |
| 163       | Kevin Caillebaut      | AB        |
| 164       | Kenny Goossens        | 44e       |
| 165       | Oliver Naesen         | 10e       |
| 166       | Jori Van Steenberghen | 49e       |
| 167       | Bjorn De Decker       | 56e       |
| 168       | Thomas Ongena         | AB        |
| 169       | Niels Schittecatte    | AB        |
| 170       |                       |           |
| 171       |                       |           |

| Rabobank Development RDT | Rabobank Development RDT | Rabobank Development RDT |
| ------------------------ | ------------------------ | ------------------------ |
| Num                      | Coureur                  | Pos                      |
| 172                      | Floris Gerts             | 53e                      |
| 173                      | Lennard Hofstede         | AB                       |
| 174                      | Sam Oomen                | 48e                      |
| 175                      | Etienne van Empel        | 38e                      |
| 176                      | Martijn Budding          | AB                       |
| 177                      | Stan Godrie              | 50e                      |
| 178                      | Nino Honigh              | AB                       |
| 179                      |                          |                          |
| 180                      |                          |                          |

| VC Pays de Loudéac VCP | VC Pays de Loudéac VCP | VC Pays de Loudéac VCP |
| ---------------------- | ---------------------- | ---------------------- |
| Num                    | Coureur                | Pos                    |
| 181                    | David Cherbonnet       | 43e                    |
| 182                    | Camille Guérin         | 45e                    |
| 183                    | Axel Guilcher          | AB                     |
| 184                    |                        |                        |
| 185                    | Julian Lino            | AB                     |
| 186                    | Luc Tellier            | 23e                    |
| 187                    |                        |                        |
| 188                    | Kévin Guillot          | AB                     |
| 189                    |                        |                        |

| VC Rouen 76 VCR | VC Rouen 76 VCR | VC Rouen 76 VCR |
| --------------- | --------------- | --------------- |
| Num             | Coureur         | Pos             |
| 190             | David Boutville | AB              |
| 191             | Dylan Kowalski  | AB              |
| 192             |                 |                 |
| 193             | Jérémy Leveau   | AB              |
| 194             | Cyrille Patoux  | 6e              |
| 195             | Édouard Louyest | 54e             |
| 196             |                 |                 |
| 197             |                 |                 |
| 198             | Arnaud Descamps | AB              |

| Coluer Bicycles COB | Coluer Bicycles COB | Coluer Bicycles COB |
| ------------------- | ------------------- | ------------------- |
| Num                 | Coureur             | Pos                 |
| 199                 | Francesc Girones    | AB                  |
| 200                 | Adrià Valls         | AB                  |
| 201                 | Llibert Sendrós     | AB                  |
| 202                 | Cristian Astals     | AB                  |
| 203                 | Genis Soriano       | AB                  |
| 204                 | Gerard Armillas     | AB                  |
| 205                 | Marc Cayuela        | AB                  |
| 206                 |                     |                     |
| 207                 |                     |                     |

| Sélection du Limbourg | Sélection du Limbourg | Sélection du Limbourg |
| --------------------- | --------------------- | --------------------- |
| Num                   | Coureur               | Pos                   |
| 208                   | Wayne Stijns          | AB                    |
| 209                   | Dick Janssen          | AB                    |
| 210                   | Luc Loozen            | AB                    |
| 211                   | Jaap de Jong          | AB                    |
| 212                   |                       |                       |
| 213                   | Pim Erren             | AB                    |
| 214                   | Bram Nolten           | AB                    |
| 215                   | Roel Defauwes         | AB                    |
| 216                   |                       |                       |

| VZW Royal Antwerp Bicycle VZW | VZW Royal Antwerp Bicycle VZW | VZW Royal Antwerp Bicycle VZW |
| ----------------------------- | ----------------------------- | ----------------------------- |
| Num                           | Coureur                       | Pos                           |
| 217                           | Viktor Van Den Branden        | AB                            |
| 218                           |                               |                               |
| 219                           | Pieter Oerlemans              | AB                            |
| 220                           | Mattias Raeymaekers           | AB                            |
| 221                           | Diego Van Looy                | AB                            |
| 222                           | Kevin Vandermast              | AB                            |
| 223                           | Matthias Van Aken             | AB                            |
| 224                           | Jurgen Cop                    | AB                            |
| 225                           |                               |                               |

| United UNI | United UNI      | United UNI |
| ---------- | --------------- | ---------- |
| Num        | Coureur         | Pos        |
| 226        | Glenn Broekmans | 42e        |
| 227        | Erwin Broers    | AB         |
| 228        | Sven Noels      | AB         |
| 229        | Jeroen Eyskens  | AB         |
| 230        | Jesse Geerts    | AB         |
| 231        | Lowie Sterckx   | AB         |
| 232        |                 |            |
| 233        |                 |            |
| 234        |                 |            |

| BMC Development BMC | BMC Development BMC | BMC Development BMC |
| ------------------- | ------------------- | ------------------- |
| Num                 | Coureur             | Pos                 |
| 235                 | Loïc Vliegen        | 2e                  |
| 236                 | Tom Bohli           | 40e                 |
| 237                 | Arnaud Grand        | 46e                 |
| 238                 | Stefan Küng         | 1er                 |
| 239                 | Valentin Baillifard | AB                  |
| 240                 | Jakub Novak         | AB                  |
| 241                 | Dylan Teuns         | 14e                 |
| 242                 |                     |                     |
| 243                 |                     |                     |

| KSV Deerlijk-Gaverzicht KSV | KSV Deerlijk-Gaverzicht KSV | KSV Deerlijk-Gaverzicht KSV |
| --------------------------- | --------------------------- | --------------------------- |
| Num                         | Coureur                     | Pos                         |
| 244                         | Jordy Boutté                | AB                          |
| 245                         | Jeffry De Groote            | AB                          |
| 246                         | Gianni Marchand             | 41e                         |
| 247                         | Jeroen Meerschaert          | AB                          |
| 248                         | Lounes Verschaeve           | AB                          |
| 249                         | Jonathan Van Betsbrugge     | AB                          |
| 250                         | Jesper Yserbijt             | AB                          |
| 251                         |                             |                             |
| 252                         |                             |                             |